# Олуја
Олуја је поремећај у атмосфери, који изазива значајне промене у пољу ветра, притиска и температуре у просторним размерима који сежу од величине торнада (брзине од 1 km) до извантропских циклона (брзина од 3000 до 5000 km/h). Олујом се назива и ветар, који има минималну брзину од 20,8 m/s (74,9 km/h) или степен 9 по Бофоровој скали. Ветрови бржи од 32,7 m/s или 12 бофора називају се оркани. 

## Типови
Постоји много варијанти и имена за олује:
- Мећава –  Постоје различите дефиниције мећава, како током времена тако и по локацији. Генерално, мећава је праћена олујним ветровима, јаким снегом (који се акумулира брзином од најмање 5 mm (0,20 in) на сат) и веома хладним условима (испод приближно -10 °C или 14 F). У последње време, критеријум температуре је изузет из дефиниције широм Сједињених Држава.[1]
- Експлозивни циклон –  Брзо продубљивање циклоналног подручја ниског притиска средње географске ширине, које се обично дешава изнад океана, али се може догодити и на копну. Ветрови који се осећају током ових олуја могу бити јаки попут тајфуна или урагана.
- Обалска олуја –  Велики ветрени таласи и/или олујни талас који погађају приобално подручје. Њихови утицаји укључују ерозију обале и приобалске поплаве.[2]
- Деречо –  Деречо је широко распрострањена, дуготрајна, праволинијска олуја која је повезана са копненом групом јаких грмљавина која се брзо креће.
- Прашински ђаво –  Мала, локализована струја ваздуха која подиже ваздух.
- Прашинска олуја –  Ситуација у којој ветрови захвате велике количине песка или земље, значајно смањујући видљивост.
- Ватрена олуја –  Ватрене олује су пожари који постижу такав интензитет да стварају и одржавају сопствене системе ветра. То је најчешће природни феномен, настао током неких од највећих шумских пожара. Пожар Пештиго је један пример ватрене олује. Ватрене олује такође могу бити намерни ефекти циљаних експлозива, као што су се десили као резултат бомбардовања Дрездена из ваздуха. Нуклеарне детонације стварају ватрене олује ако нема јаких ветрова.
- Бура –  Екстратропски циклон са сталним ветровима између 34–48 чворова (39–55  или 63–90 ).[3]
- Олуја са градом –  Врста олује која таложи округле комаде леда. Град се обично јавља током редовних грмљавина. Док је већина туче која се таложи из облака прилично мала и практично безопасна, повремено се јавља град пречника већег од 5  (2 инча) који може проузроковати много штете и повреда.
- Хиперкан –  Хипотетички тропски циклон који би потенцијално могао да се формира на воду температуре од 50 °C (122 °F). Таква олуја би произвела ветрове од преко 800  (500 ). Низ хиперкана се можда формирао током удара астероида или комете који су довели до изумирања нептичијих диносауруса пре 66 милиона година. До таквог феномена могло би доћи и током супервулканске ерупције, или екстремног глобалног загревања.
- Ледена олуја[4] –  Ледене олује су један од најопаснијих облика зимских олуја. Када су површинске температуре испод нуле, али дебео слој ваздуха изнад тачке смрзавања остаје на висини, киша може пасти у ледени слој и замрзнути се при удару у глазуру леда. Уопштено говорећи, 8 mm (0,31 in) акумулације је све што је потребно, посебно у комбинацији са ветром, да би почело рушење далековода, као и грана дрвећа.[5] Ледене олује такође чине негрејане површине пута превише клизавим за вожњу. Ледене олује могу варирати у временском распону од сати до дана и могу подједнако осакатити мале и велике градове.
- Микропрасак –  Веома снажна олуја која се ствара током олује са грмљавином која траје само неколико минута.
- Океанска олуја или морска олуја –  Олујни услови на мору дефинишу се као да имају трајне ветрове од 48 чворова (55  или 90 ) или више.[3] Обично се називају једноставно олуја. Ови системи могу потопити пловила свих врста и величина.
- Снежна олуја –  Јак пад снега који се акумулира брзином већом од 5 центиметара (2 ) на сат који траје неколико сати. Снежне олује, посебно оне са високим еквивалентом течности и прозрачним условима, могу срушити гране дрвећа, прекинути прикључке за напајање и парализовати путовање у великим регионима.
- Шквал –  Изненадни почетак појачања ветра од најмање 16 чворова (30 ) или више који траје најмање један минут.
- Олуја са грмљавином –  Олуја са грмљавином је врста олује која генерише муње и грмљавину. Обично је праћена обилним падавинама. Олуја са грмљавином се дешавају широм света, са највећом учесталошћу у регионима тропских кишних шума где постоје услови високе влажности и температуре уз атмосферску нестабилност. Ове олује настају када се високи нивои кондензације формирају у запремини нестабилног ваздуха који ствара дубоко, брзо, узлазно кретање у атмосфери. Топлотна енергија ствара снажне растуће ваздушне струје које се ковитлају нагоре до тропопаузе. Хладне силазне ваздушне струје стварају јаке силазне струје испод олује. Након што је олуја потрошила своју енергију, растуће струје нестају, а силазна струја разбија облак. Појединачни олујни облаци могу имати пречник од 2-10 .
- Торнадо –  Торнадо је насилна, деструктивна олуја која се јавља на копну. Обично има изглед тамног облака у облику левка. Често торнаду претходе или су повезани са грмљавином и зидним облаком. Често се називају најразорнијим олујама, и док се формирају широм планете, унутрашњост Сједињених Држава је најсклонија област, посебно у Алеји торнада.
- Тропски циклон –  Тропски циклон је олујни систем са затвореном циркулацијом око центра ниског притиска, подстакнут топлотом која се ослобађа када се влажан ваздух диже и кондензује. Име наглашава његово порекло у тропима и њихову циклоналну природу. Тропски циклони се разликују од других циклоналних олуја, као што су нористерс и поларне депресије, по механизму топлоте која их покреће, што их чини „топлим језгром“ олујних система. Тропски циклони се формирају у океанима ако су услови на том подручју повољни, а у зависности од њихове јачине и локације, постоје различити термини којима се називају, као што су тропска депресија, тропска олуја, ураган и тајфун.[6]
- Олуја ветра[појаснити] –  Олуја обележена јаким ветром са мало или без падавина.[7] Оштећења од олује често отварају врата огромним количинама воде и крхотина да изазову даље оштећење структуре.[8] Европске олује са ветром и деречи су две врсте олуја са ветром.[9] Јак ветар је такође узрок пешчаних олуја у сувим климама.

- Суперћелијска олуја –  Настаје када се топла и влажна ваздушна маса судари са хладном и сувом ваздушном масом. Такође је најопаснија врста олује која може проузроковати град, јаке ветрове, поплаве и торнадо. Препознаје се по јаком севању, муњама и грмљавинама такође по ротацији ваздуха у облику левка.[тражи се извор]

## Ванземаљске олује
Олује се не дешавају само на Земљи; друга планетарна тела са довољном атмосфером (посебно гасовити гиганти) такође пролазе кроз олујно време. Велика црвена мрља на Јупитеру представља добро познат пример. Иако је технички антициклон, са брзином ветра већом од урагана, она је већа од Земље и траје најмање 340 година. Први ју је приметио астроном Галилео Галилеј. Нептун је такође имао своју мање познату Велику тамну тачку.
Септембра 1994. телескоп Хабл је – користећи планетарну камеру 2 широког поља – снимио олује на Сатурну настале подизањем топлијег ваздуха, слично земаљској грмљавини. Обим источне и западне олује исте године био је једнак пречнику Земље. Олуја је примећена раније у септембру 1990. године и добила је назив Змајева олуја.
Олује прашине на Марсу варирају по величини, али често могу покрити целу планету. Оне се обично дешавају када се Марс приближи Сунцу и показало се да повећавају глобалну температуру.
Једна посебно велика Марсова олуја је исцрпно проучавана изблиза због случајног времена. Када је прва свемирска летелица која је успешно орбитирала око друге планете, Маринер 9, стигла и успешно орбитирала око Марса 14. новембра 1971. године, планетарни научници су били изненађени када су открили да је атмосфера препуна огртача прашине широм планете, највеће олује икада забележене на Марсу. Површина планете је била потпуно затамњена. Компјутер Маринера 9 је репрограмиран са Земље да одложи снимање површине на неколико месеци док се прашина не слегне, међутим, слике заклоњене површином су много допринеле прикупљању података о атмосфери и планети Марс.
Познато је да две екстрасоларне планете имају олује: HD 209458 b и HD 80606 b. Олуја првe је откривена 23. јуна 2010. и измерено је да има брзину од 6.200 km/h, док друга стварала ветар од 17.700 km (11.000 mi) на сат по површини. Окретање планете тада ствара џиновске вртложне олује ударних таласа које носе топлоту увис.